# Tricalciumaluminat
Tricalciumaluminat ist eine anorganische chemische Verbindung des Aluminiums aus der Gruppe der Calciumaluminate.

## Gewinnung und Darstellung
Tricalciumaluminat kann in reiner Form durch Reaktion von Calciumnitrat mit Aluminiumnitrat bei 1000 °C gewonnen werden. Es entsteht auch durch Feststoff-Reaktion zwischen Calciumoxid und Aluminiumoxid bei Temperaturen von 1100 bis 1300 °C.

## Eigenschaften
Tricalciumaluminat ist ein weißer Feststoff, der praktisch unlöslich in Wasser ist, jedoch mit Wasser Hydrate bildet. Mit Calciumsulfat und Wasser reagiert es zu Ettringit.
{\displaystyle {\ce {3 CaO * Al2O3 + 3 CaSO4 + 32 H2O -> 3 CaO * Al2O3 * 3 CaSO4 * 32 H2O}}}
Die Verbindung besitzt eine kubische Kristallstruktur mit der Raumgruppe Pa3 (Raumgruppen-Nr. 205). Die Struktur besteht aus Ringen von sechs AlO4-Tetraedern (Al6O18), die acht zu einer Einheitszelle zusammengefasst sind und Löcher mit einem Radius von 1,47 Å und den dazugehörigen Symmetriepositionen umgeben, wobei Ca2+-Ionen die Ringe zusammenhalten.

## Verwendung
Tricalciumaluminat ist ein wichtiger Bestandteil von Portland-Zement (4 bis 10 %).